# 交響曲第10番 (ショスタコーヴィチ)
交響曲第10番ホ短調 作品93は、ドミートリイ・ショスタコーヴィチが1953年に作曲した交響曲。

## 概要
15曲あるショスタコーヴィチの交響曲のうち、傑作とされる作品のひとつである。
自分のドイツ式の綴りのイニシャルから取ったDSCH音型（Dmitrii SCHostakowitch）が重要なモチーフとして使われている。この音型が『ショスタコーヴィチの証言』でスターリンの音楽的肖像などであるとされた第2楽章までは現れず、第3楽章になってから現れ始め、第4楽章に至るとあらゆる場面で用いられることからも、スターリン体制が終焉し解放された自分自身を表現しているのではないかとも言われている。
ピアノ連弾版も存在し、作曲者がミェチスワフ・ヴァインベルクと共に1954年に演奏した自作自演録音が残っている。

## 作曲の経緯
1948年のジダーノフ批判により、ショスタコーヴィチは苦境に追い込まれることとなった。その一因には、交響曲第9番を聞いたスターリンが、ベートーヴェンの交響曲第9番のような作品を期待していたが、その期待とは全く異なる軽妙洒脱な作品であったため激怒したことが関係している。
ショスタコーヴィチはその時期には映画音楽や『森の歌』などを発表し、非難を避けるべく当局に迎合するかのようにふるまい、1953年のスターリンの死の直後、いわゆる雪どけの時代の直前にこの曲を発表して問題となった。
交響曲第9番までは、ほぼ2年に1曲のペースで交響曲を発表していたショスタコーヴィチだったが、この交響曲第10番が発表されるまで交響曲第9番の発表後8年も経過している。作曲は、スターリンの死後に短期間に完成されたといわれているが、スターリンの存命中の未完成の作品に同一の旋律があることから、すでに完成していたが、スターリンの死後まで交響曲の発表を待たなければならなかったからという説もある。
ソビエトの楽壇では、この曲の評価に関して賛否両論に真っ二つに分かれてしまい、この問題に関して3日間に渡る討論会が行われたほどであった。なお、ショスタコーヴィチ自身は「この作品は欠点が多いがそれでも可愛いものだ」と余裕の発言を残している。
アメリカでは同国における初演権争いも起こっている。
また、カラヤンが録音した唯一のショスタコーヴィチ作品でもある。カラヤンはショスタコーヴィチに親近感を抱いており「私は作曲をしないが、もししたとしたらこのような曲を書いただろう」と語っている。この作品にはよほどの自信があったようで、1969年のソビエト公演の際、ショスタコーヴィチとムラヴィンスキーの前で演奏している。この時、ショスタコーヴィチは「こんなに美しく演奏されたのは初めてです」と評価した（ただし、これが褒め言葉なのかは分からない）。ムラヴィンスキーは「実に感動しました。しかしあなたは自身の演奏をレコードで聴くべきです」と意味深なコメントを発している。

## 作品の解釈
作品の解釈には様々な意見が見られる。作曲者自身は1947年に教え子のカラ・カラーエフ充ての手紙の中で「戦争三部作の真の完結編は，第9番ではなくこれから作る第10番だ」と書いている。発表後の討論会では、あえて作品の欠点を自ら述べた後に、「一つだけ言わせてほしい。私は人間的な感情と情熱とを描きたかった」とコメントしている。一方で、『ショスタコーヴィチの証言』では「あれは、スターリンとスターリンの時代について書いたものであった」、第2楽章を「音楽によるスターリンの肖像である」と書かれていることや、終楽章で自身を表すDSCH音形を多用していることなどから、スターリン時代を意識したものとする考えもある。なお、ソ連の音楽評論家ヤルストフスキーはこの曲の評論で、第1楽章の導入部の動機がリストの『ファウスト交響曲』の旋律と似ており、これを『ファウスト動機』と呼んでいた。またヤルストフスキーは第2楽章を「悪の力」として第1楽章の『ファウスト』的なものと対比させていた。作曲家の吉松隆は、やはり『ファウスト交響曲』の旋律の引用がいくつか認められるとして、第1楽章を「ファウスト」第2楽章を「メフィストフェレス」、第3楽章を「グレートヒェン」になぞらえ、さらにそれぞれを「作曲者」「スターリン」「エミリーラ」に当てはまるとの解釈をしている。

## 初演
- 初演：1953年12月17日、エフゲニー・ムラヴィンスキー指揮、レニングラード・フィルハーモニー交響楽団[8]
- 日本初演：1954年11月11日、日比谷公会堂にて上田仁指揮、東京交響楽団[9]
- アメリカ初演：1954年12月14日、ディミトリー・ミトロプーロス指揮、ニューヨーク・フィルハーモニック[要出典]

## 曲の構成
4つの楽章から構成され、古典的な構成をとっている。4つの楽章で構成されているのは、交響曲第7番以来である。演奏時間は約50分。

### 第1楽章
Moderato　ホ短調　3/4拍子　ソナタ形式
冒頭、低弦で奏でられる順次進行を基調とした第1主題ではD, Esが暗示的に現れる。この主題の断片は他の楽章にも現れ、第3楽章、第4楽章ではDSCH音型に発展する。フルートの低音で現れる第2主題には、第1主題の順次進行との関連性が見られる。
「プーシキンの詩による4つのモノローグ作品91」（1952）の第2曲「 あなたにとって私の名前など」の音型がこの第1楽章に織り込まれている。

### 第2楽章
Allegro　変ロ短調　2/4拍子　スケルツォ
『ショスタコーヴィチの証言』によれば、この楽章は「おおざっぱに言って、音楽によるスターリンの肖像である」とされている。冒頭のメトロノーム記号は、二分音符＝176という異常なテンポになっているが、交響曲第5番の終楽章と同様にミスプリントと思われ、四分音符＝176なのではないか、という説もあった。ショスタコーヴィチの研究者である音楽学者のソフィア・ヘーントヴァによれば、出版前にヴァインベルクと共に連弾でムラヴィンスキーに聴かせ、ムラヴィンスキーの意見も取り入れつつピアノ譜に書き込んだ数字は四分音符＝200であったが、その後オーケストラでのリハーサル後、出版前の総譜に書かれた数字は二分音符＝116であったという。
冒頭の主題には、第1楽章第1主題の断片が現れる。また、第1主題がムソルグスキーのオペラ『ボリス・ゴドゥノフ』の冒頭部に類似しており暴君の圧制を描いたものと解釈される。トリオのない、最後までオーケストラが疾走するかのように暴れまわるスケルツォで、中間部の荒々しい行進曲を経て、再現部に入り一気呵成に終わる。

### 第3楽章
Allegretto　ハ短調　3/4拍子　三部形式
次の3つの主題が認められる。1つ目は冒頭に現れる不気味さの漂う楽想。この楽想にはDSCH音型が一音違えて潜んでいる。2つ目はDの連呼で始まり、更にはっきりとDSCH音型が現れる舞曲風楽想。3つ目はホルンで奏でられるミラミレラ（EAEDA）という音型である。この楽句はマーラーの『大地の歌』の冒頭を模したもので、漢詩(李白の「悲歌行」)に基づく死の警告等であり、ショスタコーヴィチは「これは墓場からの大猿の叫び・・・」（大地の歌#歌詞を参照のこと）「あなたの名前を曲の中に転写した」とナジーロヴァへの手紙に書いていた。『大地の歌』へのオマージュと解する説もある。また、この音型はドイツ式音名とフランス式音名を組み合わせると“E L(a) Mi R(e) A”とも読めることから、ショスタコーヴィチが親密に文通していたモスクワ音楽院の教え子エルミーラ・ナジーロヴァのイニシャルを表わすともいわれている。この2つの動機が絡み合いながらクライマックスを到達する。終結部（496小節）はDSCH音型そのものである。

### 第4楽章
Andante - Allegro　ロ短調 - ホ長調　6/8 - 2/4拍子　ソナタ形式
序奏のアンダンテでは低弦が陰鬱なつぶやきを歌い、それはオーボエ、フルート、ファゴットと木管に引き継がれる。
67小節からクラリネットの短いファンファーレによってアレグロの主部に入り一転して曲調は力強く明るくなる。このファンファーレは序奏で予告されていたものであり、これが第1主題のフレーズの音型となる。ロンド・ソナタ形式と見た場合、ここには2つの主題が認められ、A-B-Aの形をとる。第2主題は弦楽器による力強いト短調の旋律から始まるが、調は一定せず、そのまま展開部へとつながる。
展開部は、序奏や提示部の主題が変形されて発展を続けるが、次第に第2楽章のような狂気を帯び、その頂点で、トゥッティの最強奏でD, S(Es), C, Hが鳴り響きタムタムが強打する（385小節）。
ティンパニーのトレモロが続く中、序奏が再現されるが、度々DSCH音型に中断させられる。そのうちに軍楽隊のような打楽器の伴奏に合わせて、ファゴットが第1主題を少しおどけたように再現を始める。その後、主題AとBが重なりながら発展し、ホルンのDSCH音型によって第2主題に入る。ここではホ短調で、そして大変短い。
コーダは、主に第1主題の2つの主題によってまとめられ、最後はホルン（603小節）、トロンボーン（612小節）、ティンパニ（641小節と654小節）がDSCH音型を輝かしく強奏する。

## 楽器編成
ピッコロ1、フルート2（うちピッコロ持ち替え1）、オーボエ3（うちイングリッシュホルン持ち替え1）、クラリネット3（うちEs管クラリネット持ち替え1）、ファゴット3（うちコントラファゴット持ち替え1）、ホルン4、トランペット3、トロンボーン3、チューバ1、ティンパニ、シンバル、トライアングル、大太鼓、小太鼓、シロフォン、タムタム、弦五部